# Radějovice, Praha-východ
Radějovice là một làng thuộc huyện Praha-východ, vùng Středočeský, Cộng hòa Séc.